# Ftia (antiga Grècia)
Ftia (en grec antic Φθία o Φθίη) era una antiga ciutat o potser un districte de l'antiga Tessàlia mencionada amb freqüència per Homer a la Ilíada. Diu que era el país o la ciutat dels mirmídons, el contingent de soldats que va dirigir Aquil·les a la Guerra de Troia.
El país i la ciutat van ser fundats per Èac, l'avi d'Aquil·les. Va ser la llar del seu pare, Peleu, de la seva mare, la nereida Tetis, i del seu fill Neoptòlem, que va regnar al país després de la guerra de Troia.
També es fa referència a Ftia al Critó, el diàleg de Plató, on explica que Sòcrates és a la presó esperant la seva execució i relata un somni. Diu que va veure com se li acostava una noia bonica vestida de blanc, que el va cridar i li va dir que arribaria a la "fèrtil Ftia" al cap de tres dies. La frase és a la Ilíada, quan Aquil·les, molest perquè Agamèmnon li pren Briseida, diu que marxa de Troia i arribarà, si fa bon temps, "a la fèrtil Ftia en tres dies", a casa seva. Sòcrates va interpretar el somni com un avís de què moriria al tercer dia.
Ftia és el lloc on transcorre l'obra Andròmaca d'Eurípides, ambientada després de la guerra de Troia, quan Neoptòlem s'emporta al seu país a Andròmaca, la vídua d'Hèctor, l'heroi troià com a esclava.